# Enlil-nadin-szumi

Babilonia za panowania Kasytów.

Enlil-nadin-szumi – król Babilonii z dynastii kasyckiej; panował bardzo krótko, bo niespełna rok (1224 r. p.n.e.) Za jego rządów Babilonia była asyryjskim protektoratem, pozostającym pod kontrolą asyryjskiego króla Tukulti-Ninurty I. Enlil-nadin-szumi najprawdopodobniej nie był członkiem kasyckiej rodziny królewskiej.